# Heteroconis flavicornuta
Heteroconis flavicornuta är en insektsart som beskrevs av Bo Tjeder 1973. Heteroconis flavicornuta ingår i släktet Heteroconis och familjen vaxsländor. Inga underarter finns listade i Catalogue of Life.